# Balbin
Balbin († 29. juna 238. u Rimu) od 22. aprila 238. do svoje smrti jedan od dva regenta Rimskog carstva, oba su ubijena 29. juna 238.
Balbin je izabran za Regenta od Pupijena i rimskog Senata, pošto njegovim predhodnicima Gordijanu I. i Gordijanu II., nije uspjelo da pobede bivšeg Rimskog cara Maksimina Tračanskog.

## Spoljašnje veze
Mediji vezani za članak Balbinus na Vikimedijinoj ostavi
- good portrait bust Архивирано на веб-сајту  (30. септембар 2007)
- Livius.org: Balbinus Архивирано на веб-сајту  (1. март 2010)